# Узкоколейная железная дорога Гусевского ППЖТ
Узкоколейная железная дорога Гусевского ППЖТ — торфовозная узкоколейная железная дорога, колея 750 мм. Максимальная длина 91 км, эксплуатируется в настоящее время 11,3 км. Год открытия: 1920. Грузовое движение.

## История
Добыча торфа вблизи нынешнего города Гусь-Хрустальный началась в 1847 году. Торф добывался в незначительном объёме, использовался в качестве топлива на Гусевской прядильно-ткацкой фабрике. С начала XX века на торфоразработках внедряются механизированные способы добычи торфа, его потребителем становится не только прядильно-ткацкая фабрика, но и стекольный (хрустальный) завод.
Ориентировочная дата открытия первого участка узкоколейной железной дороги — 1920 год, первые линии вели на ближайшие торфомассивы, расположенные к западу от посёлка Гусь-Хрустальный. Позднее была построена линия, ведущая от завода имени Ф. Э. Дзержинского к посёлку Мезиновский, где было создано Мезиновское торфопредприятие. Линия пролегала почти по кратчайшему направлению, через ближайшие окрестности населённого пункта Головари. Эта линия была разобрана не позднее 1970 года. На пике развития протяжённость линий узкоколейной железной дороги Гусевского ТТХ (ППЖТ) составляла свыше 100 километров. Главной магистралью являлась линия Сортировочная (посёлок Мезиновский) — Перегрузочная протяжённостью 34,5 километра. Линии узкоколейной железной дороги пролегали по торфомассивам четырёх торфопредприятий: Гусевского, Мезиновского, Иванищевского, Панфиловского. Было хорошо развито пассажирское сообщение, в составе Гусевского торфопредприятия, помимо центрального посёлка Гусевский, имелось по меньшей мере 5 рабочих посёлков, для которых узкоколейная железная дорога являлась основным средством сообщения с внешним миром. Пунктом отправления пассажирских поездов в городе Гусь-Хрустальный являлась станция Эстакада, там существовал вокзал. На станции Перегрузочная производилась перегрузка торфа в вагоны широкой колеи. На станции Сортировочная перегруза не было, торф поступал туда для переработки на торфозаводе Мезиновском для производства торфяных брикетов и другой торфяной продукции.
В первой половине 1990-х годов была разобрана «малая» сеть узкоколейных железных дорог, линия на Иванищи и некоторые другие участки. Пассажирское движение было сокращено до минимума. В 2011 году была закрыта станция Эстакада, депо в Гусь-Хрустальном и линия до него, техника перебазирована на станции Комиссаровка и Мезиновка. По состоянию на 2012 год узкоколейная железная дорога действует, перспективы работы есть.
В начале 2013 года начат демонтаж большей части сети, ликвидируются все линии севернее посёлка Нармуч и станция Комиссаровка. Остается только участок от станции Мезиновка до станции Фрезерный Карьер с ответвлением на ЗАО «Энбима». Общая протяженность демонтируемых линий составляет 23 километра.

## Современное состояние
В 2011 году дорога была разделена на две изолированные линии. Они начинаются на торфобрикетных заводах в посёлках Мезиновский и Гусевский, и идут на торфяные поля.
Движение грузовых поездов с участков торфоразработок на торфоперерабатывающий завод «Энбима» осуществляется по будним дням. В зимний период добыча торфа не ведется, только транспортировка торфа от места хранения до переработки, обкаточные поездки и текущий ремонт пути.
К 2023 году УЖД Гусевского Т/ПР (северная) была закрыта и разобрана, действует только УЖД Мезиновского Т/ПР (южная).

## Подвижной состав
Локомотивы:
- ТУ4 — № 1547, 2303
- ТУ6Д — № 0202
- ТУ7А — № 2087, 2892, 2999, 3310, 3311, 3028
- ЭСУ2А — № 249, 721, 994, 997, 1024, 987

Вагоны:
- Вагоны цистерны
- Хопперы-дозаторы
- Вагоны платформы
- Полувагоны для торфа
- Узкоколейные пассажирские вагоны ПВ40
- Вагон транспортёр для перевозки крупногабаритной торфодобывающей техники.

Путевые машины:
- Дрезина ПД-1 — № 764
- Путеукладчики ППР2МА
- Снегоочистители узкоколейные
- ЭСУ1 — № 277 (снегоочиститель)

## Фотогалерея

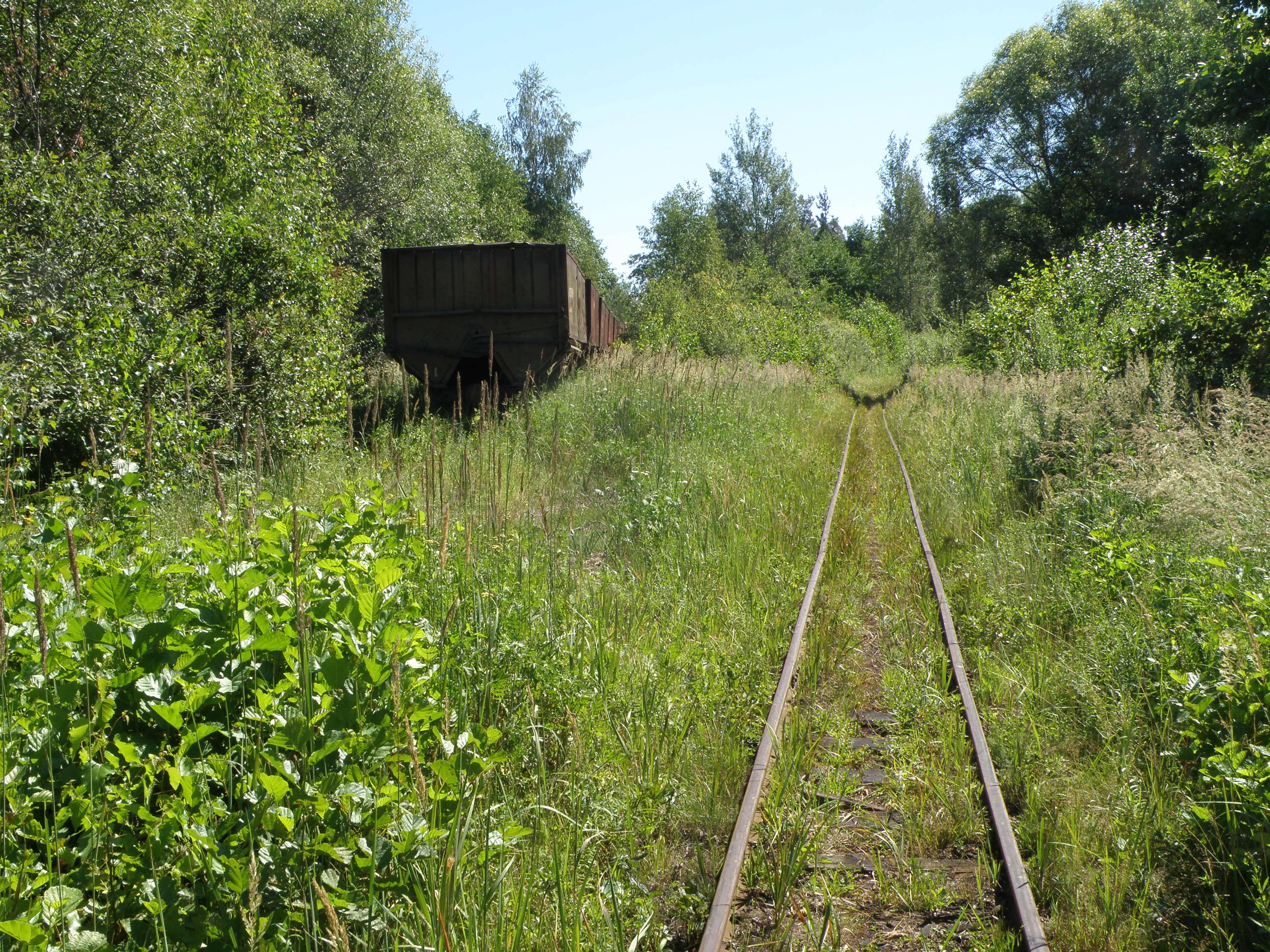
Используемая главная ветка Гусевского ППЖТ (в нескольких километрах от пос. Мезиновский)
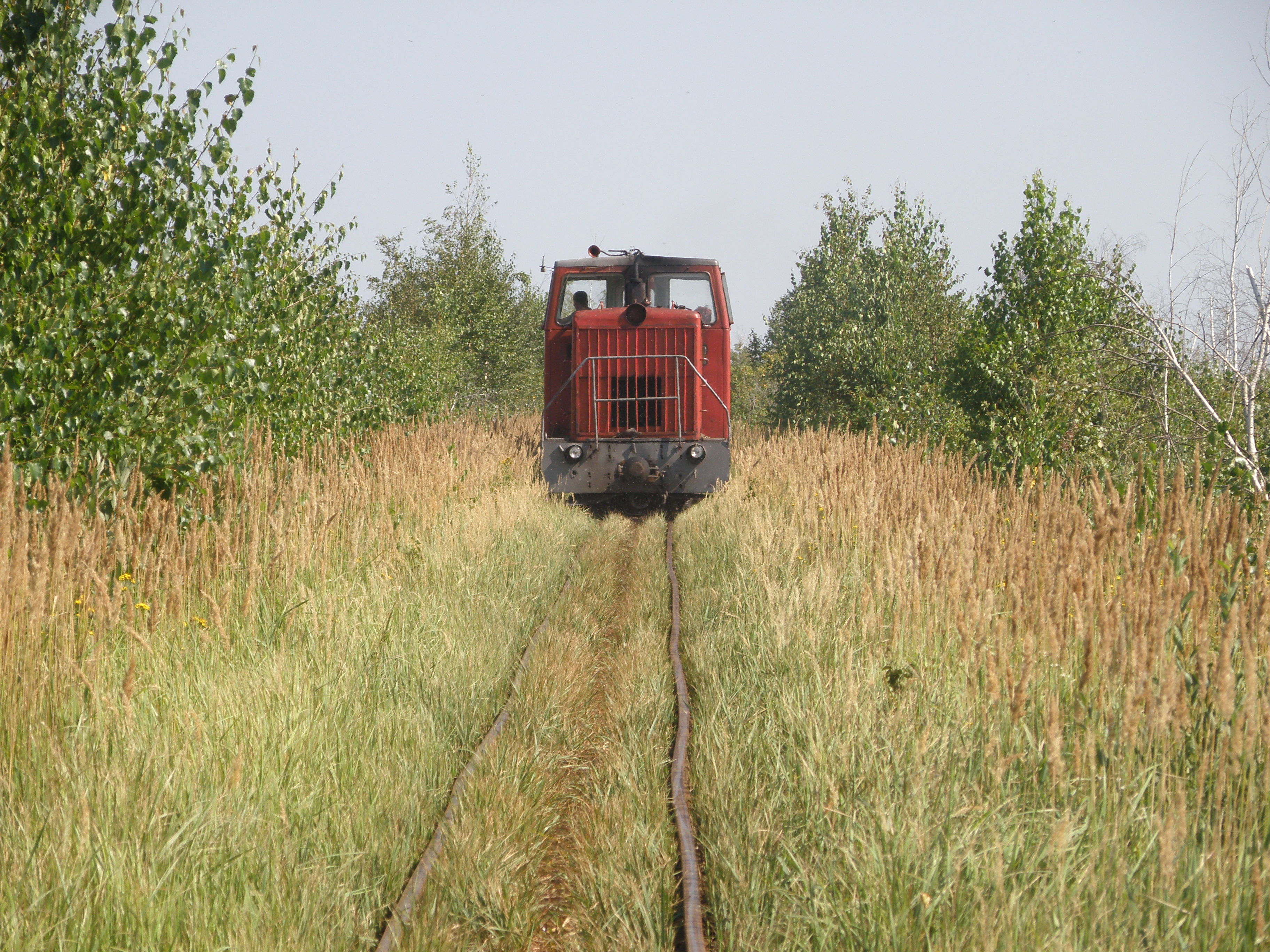
Движение по главной ветке Гусевского ППЖТ (между пос. Мезиновский и д. Нармуч)
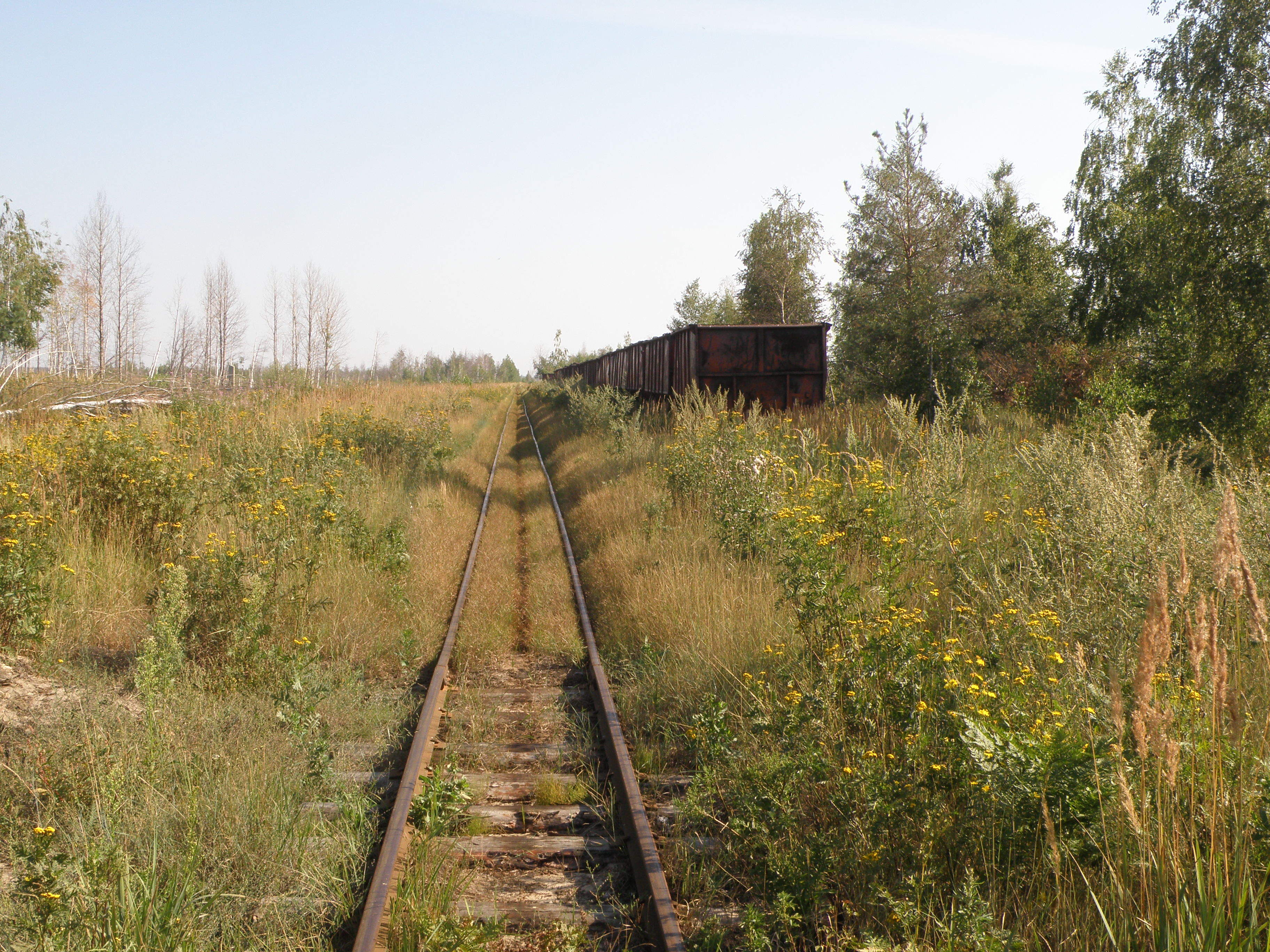
Действующая ветка, проходящая по Мезиновским торфоразработкам